# Alberta Zanardi
Alberta Zanardi (Mantova, 6 gennaio 1940) è un'ex canoista italiana.

## Carriera
Nata a Mantova nel 1940, faceva parte della Canottieri Mincio. A 20 anni partecipò ai Giochi Olimpici di Roma 1960, nel K1 500 metri, gara che si teneva sul Lago Albano a Castel Gandolfo, classificandosi seconda sia in batteria che in semifinale, con i tempi rispettivamente di 2'17"14 e 2'15"58, e settima in finale, in 2'14"31. 